# It's a Heartache
«It's a Heartache» (en español: «Es un dolor de corazón») es una canción grabada por la cantante galesa Bonnie Tyler para su segundo álbum de estudio, Natural Force (1978). Fue escrita por Ronnie Scott y Steve Wolfe, en aquel tiempo gerentes de Tyler, la canción fue producida por David Mackay.
La versión de Tyler recibió críticas positivas. La canción alcanzó el número tres en los Estados Unidos y el número cuatro en el Reino Unido. Con las ventas físicas de más de 6 millones de copias, la versión de Tyler es uno de los sencillos más vendidos de todos los tiempos. Tyler ha vuelto a grabar la canción varias veces, sobre todo como un dueto bilingüe con la cantante francesa Kareen Antonn en 2004 .

## Respuesta de la crítica
Gracias al lanzamiento de "It's A Heartache" los críticos musicales compararon la voz de Tyler con la de Rod Stewart. Carol Wetzel desde Spokane Daily Chronicle felicitó a la voz de Tyler en "It's A Heartache", afirmando que su gran éxito anterior, "Lost in France", "no es gran cosa, probablemente debido a que se hizo antes de que su voz cambiara".

## Posicionamiento en las listas
| Lista (1977-1978)                     | Máxima posición |
| ------------------------------------- | --------------- |
| Alemania (Offizielle Deutsche Charts) | 2               |
| Australia (ARIA)                      | 1               |
| Austria (Ö3 Austria Top 40)           | 3               |
| Canadá (RPM Top Singles)              | 1               |
| Canadá (RPM Adult Contemporary)       | 1               |
| España (AFE)                          | 1               |
| Estados Unidos (Adult Contemporary)   | 10              |
| Estados Unidos (Billboard Hot 100)    | 3               |
| Estados Unidos (Hot Country Songs)    | 10              |
| Estados Unidos (Cash Box Top 100)     | 3               |
| Finlandia (OFC)                       | 1               |
| Francia (SNEP)                        | 1               |
| Irlanda (IRMA)                        | 3               |
| Noruega (VG-lista)                    | 1               |
| Nueva Zelanda (Recorded Music NZ)     | 1               |
| Países Bajos (Dutch Top 40)           | 3               |
| Reino Unido (UK Singles Chart)        | 4               |
| Sudáfrica (Springbok Radio)           | 2               |
| Suecia (Sverigetopplistan)            | 1               |
| Suiza (Schweizer Hitparade)           | 3               |

## Versión de Bonnie Tyler y Kareen Antonn
La más notable regrabación de la canción de Tyler, apareció en su álbum Simply Believe (2004). Fue grabado como una versión bilingüe francés / Inglés, "Si Tout S'Arrête (It's a Heartache)", a dúo con Kareen Antonn y lanzada como sencillo el 7 de junio de 2004. La canción fue un éxito en Bélgica, Francia y Suiza.

### Posicionamiento en listas
| Lista (2004)                    | Mejor posición |
| ------------------------------- | -------------- |
| Bélgica (Flandes) (Ultratop 50) | 7              |
| Francia (IFOP)                  | 12             |
| Suiza (Schweizer Hitparade)     | 25             |

### Lista de canciones
Descarga digital y sencillo en CD
1. «Si Tout S'Arrête (It's a Heartache)» — 3:25
2. «Rock Theme (Versión del sencillo)» — 3:49

La segunda pista es una canción de rock instrumental.

## Otras versiones
- Juice Newton grabó un cover de la canción en 1978. Fue lanzado en determinados ediciones extranjeras en su álbum Come to Me. En México obtuvo un disco de oro. En Estados Unidos alcanzó el puesto número 86.
- Larrie Morgan hizo una versión para su disco de 1992, Watch Me.
- Fun People grabó la canción para su EP de 1999 Middle of the Rounds.
- En 2005 el grupo de música country estadounidense Trick Pony grabó una versión de la canción para su tercer álbum de estudio R.I.D.E.
- Algunas hinchadas de fútbol corean la canción de Bonnie Tyler en sus cánticos, reversionándola acorde al club.[28]